# Poljska vlada v izgnanstvu
Poljska vlada v izgnanstvu, uradno znana kot Vlada Republike Poljske v izgnanstvu (poljsko Rząd Rzeczypospolitej Polskiej na uchodźstwie), je bila vlada v izgnanstvu na Poljskem, ki je nastala po invaziji na Poljsko septembra 1939 in poznejši okupaciji Poljske s strani Nemčije in Sovjetske zveze, s čimer se je končala druga poljska republika. 
Kljub temu, da so Poljsko okupirale sovražne sile, je imela vlada v izgnanstvu velik vpliv na Poljskem med drugo svetovno vojno preko aparata Poljske podzemne države in njene vojaške roke, Armije Krajowe (domovinska armada). V tujini so se pod vodstvom vlade v izgnanstvu poljske vojaške enote, ki so se izognile okupaciji, borile pod svojimi poveljniki kot del zavezniških sil v Evropi, Afriki in na Bližnjem vzhodu. 
Po vojni, ko je poljsko ozemlje prišlo pod nadzor Ljudske republike Poljske, sovjetske satelitske države, je vlada v izgnanstvu ostala, čeprav v glavnem nepriznana in brez dejanske moči. Šele po koncu komunistične vladavine na Poljskem je vlada v izgnanstvu decembra 1990 formalno prenesla svoje odgovornosti na novo vlado Tretje poljske republike . 
V letih 1939 in 1940 je imela vlada v izgnanstvu sedež v Franciji, najprej v Parizu in nato v Angersu. Vlada se je leta 1940 po padcu Francije preselila v London in v Združenem kraljestvu ostala do njenega razpada leta 1990. 

## Zgodovina

### Ustanovitev
17. septembra 1939 je predsednik Poljske republike Ignacy Mościcki, ki je bil takrat v majhnem mestu Kuty (danes Ukrajina) blizu južne poljske meje, izdal razglas o svojem načrtu za prenos oblasti in imenovanju Władysława Raczkiewicza, maršal senata, za njegovega naslednika. To je bilo storjeno v skladu s 24. členom Ustave Republike Poljske, sprejete aprila 1935. Člen 24 določa: 
"V primeru vojne se mandat predsednika podaljša do treh mesecev po sklenitvi miru; predsednik republike nato s posebnim aktom, objavljenim v Uradnem listu, imenuje njegovega naslednika, če je urad zapustil pred sklenitvijo miru. Če predsednikov naslednik prevzame funkcijo, mu mandat poteče konec treh mesecev po sklenitvi miru."
Mościcki je odstopil šele 29. ali 30. septembra 1939. Raczkiewicz, ki je že bil v Parizu, je na poljskem veleposlaništvu takoj zaprisegel svojo ustavno prisego in postal predsednik Republike Poljske. Raczkiewicz je nato za premierja imenoval generala Władysława Sikorskega. Potem ko je Edward Rydz-Śmigły odstopil, je Raczkiewicz imenoval Sikorskega za vrhovnega poveljnika Poljske vojske.
Večina poljske mornarice je pobegnila v Britanijo več deset tisoč poljskih vojakov in letalcev pa je pobegnilo skozi Madžarsko in Romunijo ali čez Baltsko morje, da bi nadaljevalo boj v Franciji. Pozneje so mnogi Poljaki sodelovali v zavezniških operacijah: na Norveškem (Narvik), v Franciji leta 1940 in 1944, v bitki za Britanijo, v bitki za Atlantik, v Severni Afriki (zlasti Tobruk), Italija (zlasti v Cassinu in Anconi), v Arnhemu, Wilhelmshavenu in drugod. 
V skladu s sporazumom Sikorski-Mayski iz julija 1941 so bili poljski vojaki, ki jih je Sovjetska zveza leta 1939 zaprla, izpuščeni v poljsko Andersovo vojsko, namenjeno boju proti nacistični Nemčiji v ZSSR, namesto tega pa so jih preko Irana premestili k ameriškim in britanskim silam. Poljska Berlingova vojska, formirana v ZSSR leta 1944, je tam ostala in se borila pod sovjetskim poveljstvom. 

### Čas druge svetovne vojne
Poljska vlada v izgnanstvu je imela sedež najprej v Parizu, nato pa v Angersu v Franciji, kjer je Władysław Raczkiewicz živel v Château de Pignerolle blizu Angersa od 2. decembra 1939 do junija 1940. Vlada se je po pobegu iz Francije preselila v London, kjer so jo priznale vse zavezniške vlade. Politično je šlo za koalicijo Poljske kmečke stranke, Poljske socialistične stranke, Delavske stranke in Nacionalne stranke, čeprav so se te stranke v vojnih okoliščinah ohranile le v močno omejenem obsegu. 
Ko je Nemčija leta 1941 napadla Sovjetsko zvezo, je poljska vlada v izgnanstvu vzpostavila diplomatske odnose s Sovjetsko zvezo proti "hitlerizmu", a tudi zato, da bi pomagala Poljakom, ki jih je preganjala NKVD. 12. avgusta 1941 je Kremelj podpisal enkratno amnestijo ki je zaobjemala na tisoče poljskih vojakov, ki jih je Rdeča armada na vzhodu Poljske leta 1939 ujela, vključno s številnimi poljskimi civilnimi ujetniki in deportiranci, ujetimi v Sibirijo. Amnestija je Poljakom omogočila, da ustvarijo osem vojaških divizij, znanih kot Anderska vojska. Evakuirali so jih v Iran in na Bližnji vzhod, kjer so jih obupno potrebovali Britanci, na katere je močno pritiskal Rommelov afriški korpus. Te poljske enote so bile osnova za II. poljski korpus, ki ga je vodil general Władysław Anders, ki se je skupaj z drugimi, prej ustanovljenimi poljskimi enotami, bojeval skupaj z zavezniki. 
Med vojno, zlasti od leta 1942, je poljska vlada v izgnanstvu zaveznikom predložila nekaj najzgodnejših in najtočnejših poročil o iztrebljanju evropskih Judov, ki se je pravkar dogajalo. Preko svojih predstavnikov, kot sta bila zunanji minister grof Edward Raczyński in kurir poljskega podzemeljskega gibanja Jan Karski, je vlada v izgnanstvu pozvala k ukrepanju in ustavitvi holokavsta, a brez uspeha. Zapis zunanjega ministra grofa Raczynskega, ki ga je 10. decembra 1942 poslal vladam Združenih narodov, je bila prva uradna obsodba katerekoli vlade o množičnih pobojih in nacističnem cilju popolnega iztrebljenja judovskega prebivalstva. To je bil tudi prvi uradni dokument, ki je izpostavil trpljenje evropskih Judov kot Judov in ne le kot državljanov njihovih izvornih držav. Zapis z dne 10. decembra 1942 in prizadevanja poljske vlade so vzpodbudile deklaracijo zavezniških narodov z dne 17. decembra 1942. 
Aprila 1943 so Nemci oznanili, da so v Katinskem gozdu, blizu Smolenska v Rusiji, odkrili masovno grobišče 10.000 poljskih oficirjev (nemška raziskava je kasneje naštela 4,443 trupel) ki so jih Sovjeti leta 1939 ujeli in kasneje pobili. Sovjetska vlada je trdila, da so si Nemci odkritje izmislili. Vlade Zavezniških držav so, zaradi diplomatskih razlogov, uradno sprejele sovjetsko razlago; razen Poljske vlade v izgnanstvu, ki tega ni sprejela.
Stalin je zato prekinil odnose s Poljsko vlado v izgnanstvu. Ker je bilo jasno, da bodo Poljsko osvobodila Sovjetska zveza in ne zahodni Zavezniki, je imelo to kljubovanje za Poljsko usodne posledice. V nesrečnem naključju je bil Sikorski, ki velja za najsposobnejšega poljskega voditelja v izgnanstvu, ubit v letalski nesreči pri Gibraltarju julija 1943. Na čelu Poljske vlade v izgnanstvu ga je nasledil Stanisław Mikołajczyk. 
V letih 1943 in 1944 so zavezniški voditelji, zlasti Winston Churchill, poskušali obnoviti pogovore med Stalinom in Poljsko vlado v izgnanstvu. Toda ta prizadevanja so propadla zaradi več razlogov. Eden je bil katinski pokol ( in drugi pokoli pri mestih Kalinin in Harkov). Drugi so bile povojne meje na Poljskem. 
Stalin je vztrajal, da morajo ozemlja, ki so jih leta 1939 anektirali Sovjeti, na katerih so živeli poleg ukrajinskega in beloruskega prebivalstva milijoni Poljakov, ostati v sovjetskih rokah in da bi Poljski v zameno podelili zemljišča, ki bi jih odvzeli Nemčiji. Mikołajczyk pa ni želel sprejeti kompromisa glede suverenosti Poljske nad njenimi predvojnimi vzhodnimi ozemlji. Tretja stvar je bilo vztrajanje Mikołajczyka, da Stalin ne sme postaviti komunistične vlade v povojni Poljski. 
V nasprotju s tem je Tomasz Arciszewski, ki je nasledil Mikołajczyka na mestu predsednika vlade, leta 1944 sporočil, da Poljska ne želi anektirati Vroclava ali Ščečina, največ kar? želena? Vzhodna Prusija očistila svojih nemških prebivalcev. 

### Čas po drugi svetovni vojni
Mikołajczyk in njegovi kolegi v Poljski vladi v izgnanstvu so vztrajali pri poljski vzhodni meji iz pred leta 1939 (po kateri bi obdržali svojo Kresy regijo na vzhodu) kot osnovi za bodočo poljsko-sovjetsko mejo. Vendar je bilo to stališče, ki se ga v praksi ni dalo zagovarjati - Stalin je to celotno območje okupiral. Ker Poljska vlada v izgnanstvu ni sprejela predlagane nove poljske meje, so bili Zavezniki, zlasti Churchilla, razjarjeni. Posledično so bili Zavezniki manj naklonjeni nasprotovanju Stalinu v zvezi s strukturo povojne poljske vlade. Na koncu je vlada v izgnanstvu izgubila pri obeh vprašanjih: Stalin je anektiral vzhodna ozemlja in je lahko postavil Začasno vlado Republike Poljske, ki je bila pod nadzorom komunistov, kot legitimno oblast na Poljskem. Poljska pa je ohranila status neodvisne države, kljub nasprotovanju nekaterih vplivnih komunistov, na primer Wande Wasilewske, ki so hoteli, da bi Poljska postala sovjetska republika. 
Novembra 1944 je Mikołajczyk, kljub svojemu nezaupanju do Sovjetov, odstopil da se je lahko vrnil na Poljsko in prevzel funkcijo v Začasni vladi narodne enotnosti, novi vladi, ustanovljeni pod okriljem sovjetskih okupacijskih oblasti, ki je obsegala večji del stare Začasne vlade Republike Poljske. Številni poljski izgnanci so tej ustanovitvi nasprotovali, saj so verjeli, da je ta vlada zgolj fasada za vzpostavitev komunistične vladavine na Poljskem. Pozneje, leta 1947, se je to stališče izkazalo za resnično, ko je demokratični blok, v katerem so prevladovali komunisti, zmagal na zrežiranih volitvah. Ta demokratični blok je dobil več kot 80 odstotkov glasov, rezultat pa je bil dosežen z obsežno goljufijo. Opozicija je zase trdila, da oni zagotovo zmagali (s kar 80 odstotki glasov, po nekaterih ocenah), če bi bile volitve poštene. Mikołajczyk bi verjetno postal predsednik vlade, če bi bile volitve resnično svobodne. Novembra je bil na srečanju s šlezijsko družbo Mikołajczyk obveščen, da ga bodo aretirali skupaj s svojim svetovalcem Pawlom Zaleskijem. Nalog je bil že podpisan. Takoj so pobegnili. Mikołajczyk se je napotil proti severu, Paweł pa je pobegnil proti jugu. Z nevarnega območja so Pawla odpeljali v vozu s slamo. Pri pobegu mu je pomagal njegov brat Jan Zaleski iz Bojka. Paweł je čakal nekaj dni z Mikołajem in njegovim tastom, Ariesom iz Kamionka v Korfantówu pri Głuchołazyju, preden je bil organiziran prevoz. Potem je Pawel čez Češko odšel proti zahodu, Mikołajczyka pa so odpeljali z ladjo iz Ščečina. To je bilo njuno zadnje bivanje na Poljskem. 
Medtem je Poljska vlada v izgnanstvu še vedno obstajala, vendar so Francija 29. junija 1945, nato pa ZDA in Velika Britanija 5. julija 1945 umaknile svoje priznanje te vlade. Poljske oborožene sile v izgnanstvu so bile leta 1945 razpuščene, večina njihovih pripadnikov pa se ni mogla varno vrniti na komunistično Poljsko, zato so se naselili v drugih državah. Londonski Poljaki so morali izprazniti poljsko veleposlaništvo v Portland Place-u; ostalo jim je le predsednikovo zasebno prebivališče na Eaton Place-u št. 43. Vlada v izgnanstvu je postala v veliki meri simbol stalnega upora proti tuji okupaciji Poljske, obenem pa je obdržala nekaj pomembnih arhivov predvojne Poljske. Republika Irska, Španija pod Francovo diktaturo in Vatikan (do leta 1979) so bile zadnje države, ki so priznavale Poljsko vlado v izgnanstvu, čeprav je Vatikan - prek državnega sekretarja Domenica Tardinija - leta 1959 odvzel diplomatske privilegije odposlancem poljske predvojne vlade.
Leta 1954 so politične razlike pripeljale do razkola v vrstah vlade v izgnanstvu. Ena skupina, ki je trdila, da predstavlja 80% od 500.000 protikomunističnih Poljakov, pregnanih po vojni, je nasprotovala nadaljevanju mandata predsednika Avgusta Zaleskija, ko mu je potekel sedemletni mandat. Ta skupina je julija 1954 ustanovila Svet nacionalne narodne enotnosti in sestavila Svet treh, ki naj bi opravljal naloge vodje države, sestavljali pa so ga Tomasz Arciszewski, general Władysław Anders in Edward Raczyński. Šele po Zaleskijevi smrti leta 1972 sta se obe frakciji ponovno združili. 
Nekateri podporniki vlade v izgnanstvu so se na koncu vrnili na Poljsko, na primer premier Hugon Hanke leta 1955 in njegov predhodnik Stanisław Mackiewicz leta 1956. Vlada v Varšavi, ki so jo postavili Sovjeti, se je zavzemala za vrnitev izgnancev in obljubljala dostojno in dostojanstveno zaposlitev v komunistični poljski administraciji ter odpuščanje preteklih prestopkov. 
Kljub tem neuspehom je vlada v izgnanstvu še naprej obstajala. Ko se je sovjetski vpliv na Poljsko leta 1989 končal, je v Londonu še vedno obstajal predsednik in kabinet z osmimi člani, ki so se sestajali vsaka dva tedna, imeli pa so podporo približno 150.000 poljskih veteranov in njihovih potomcev, ki so živeli v Veliki Britaniji, od tega 35.000 v Londonu. 
Decembra 1990, ko je Lech Wałęsa postal prvi nekomunistični predsednik Poljske po vojni, je prejel simbole Poljske republike (predsedniški prapor, predsedniške in državne pečate, predsedniške lente in izvirno besedilo Ustave iz leta 1935) od zadnjega predsednika vlade v izgnanstvu Ryszarda Kaczorowskega. Leta 1992 so bile na Poljskem uradno priznane vojaške medalje in druga odlikovanja, ki jih je podelila vlada v izgnanstvu. 

## Vlada in politika
| Ime | Rojen | Umrl | Začel mandat      | Končal mandat    | Stranka                       |  |
| --- | ----- | ---- | ----------------- | ---------------- | ----------------------------- |  |
| Władysław Raczkiewicz | 1885  | 1947 | 30.september 1939 | 6.junij 1947     | Neodvisen (politik)           |  |
| August Zaleski (Ima daleč najdaljši mandat od vseh predsednikov, deloma zaradi sporov znotraj diaspore in vlado. Več kot 15 let je bil oblikovan celo organ kolektivnega predsedstva treh, ki bi nadomestil predsednika ob samem vladajočem predsedniku) | 1883  | 1972 | 9.junij 1947      | 8. april 1972    | Neodvisen (politik)           |  |
| Stanisław Ostrowski | 1892  | 1982 | 9.april 1972      | 24.marec 1979    | Poljska socialistična stranka |  |
| Edward Bernard Raczyński | 1891  | 1993 | 8.april 1979      | 8. april 1986    | Neodvisen (politik)           |  |
| Kazimierz Sabbat | 1913  | 1989 | 8.april 1986      | 19.julij 1989    | Neodvisen (politik)           |  |
| Ryszard Kaczorowski (Od njega je oblast prevzel Lech Wałęsa ob njegovi inavguraciji. Umrl 10. april 2010 v letalski nesreči v Smolensku leta 2010.) | 1919  | 2010 | 19.julij 1989     | 22.december 1990 | Neodvisen (politik)           |  |

### Premierji
| Lp  | Portret | Ime                            | Začetek mandata                   | Konec mandata                |
| --- | ------- | ------------------------------ | --------------------------------- | ---------------------------- |
| 1.  |         | Władysław Sikorski (2. mandat) | 30. september 1939 20. julij 1940 | 18. julij 1940 4. julij 1943 |
| 2   |         | Stanisław Mikołajczyk          | 14. julij 1943                    | 24. november 1944            |
| 3.  |         | Tomasz Arciszewski             | 29. november 1944                 | 2. julij 1947                |
| 4.  |         | Tadeusz Bór-Komorowski         | 2. julij 1947                     | 10. februar 1949             |
| 5.  |         | Tadeusz Tomaszewski            | 7. april 1949                     | 25. september 1950           |
| 6.  |         | Roman Odzierzyński             | 25. december 1950                 | 8. december 1953             |
| 7.  |         | Jerzy Hryniewski               | 18. januar 1954                   | 13. maj 1954                 |
| 8.  |         | Stanisław Cat-Mackiewicz       | 8. junij 1954                     | 21. junij 1955               |
| 9.  |         | Hugon Hanke                    | 8. avgust 1955                    | 10. september 1955           |
| 10. |         | Antoni Pająk                   | 10. september 1955                | 14. junij 1965               |
| 11. |         | Aleksander Zawisza             | 25. junij 1965                    | 9. junij 1970                |
| 12. |         | Zygmunt Muchniewski            | 20. julij 1970                    | 13. julij 1972               |
| 13. |         | Alfred Urbański                | 18. julij 1972                    | 15. julij 1976               |
| 14. |         | Kazimierz Sabbat               | 5. avgust 1976                    | 8. april 1986                |
| 15. |         | Edward Szczepanik              | 8. april 1986                     | 22. december 1990            |